# Dmitri Plavinski
Dmitri Plavinski (en russe : Дмитрий Петрович Плавинский ; né le 28 avril 1937 à Moscou et mort le 1er septembre 2012 à Moscou) est un peintre et graveur soviétique et russe de la génération des années 1960, représentant de l'art non-conformiste soviétique. Il est le fondateur du système philosophique et religieux du Symbolisme structurel. De 1991 à 2004, Dmitri Plavinski a vécu et travaillé à New York. Les thèmes philosophiques et religieux sont inhérents à ses réalisations. Les techniques qu'il utilise sont variées : huile, acrylique, polyacétate de vinyle, tempera, plâtre, collage, bois, eau-forte.

## Biographie
À l'âge de 14 ans, en 1951, il entre au département théâtral de l'Académie des Beaux-Arts de Moscou à la mémoire de l'insurrection de 1905. Il y est dirigé par Viktor Chestakov (ru), un des anciens artistes principaux du Théâtre Maïakovski, dirigé par Vsevolod Meyerhold dans les années 1920. Dmitri Plavinski termine ses études en 1956.
Dans les années soixante-dix, il est membre de l'association Les vingt peintres de Moscou (ru), un groupe d'artistes d'avant-garde de Moscou, et participe à de nombreuses expositions avec succès. Il est l'un des fondateurs et leader du mouvement d'art non conformiste soviétique en Russie. À partir de 1975, il est membre et participant permanent des expositions du Comité municipal de Moscou des graphistes de la Rue Malaïa Grouzinskaïa. En 1978, il devient membre de l'Union des artistes de Moscou (ru).
De 1991 à 2004, le peintre vit et travaille aux États-Unis, à New York. C'est sa peinture et son graphisme romantique et mélancolique, ses œuvres combinant le surréalisme hyperréaliste avec des motifs orthodoxes et ecclésiastiques, qui ont apporté à Plavinski sa renommée particulière. La tragédie du 11 septembre 2001 a été l'occasion pour le peintre de réaliser une série d'œuvres sur L'Apocalypse du 11 septembre. C'est sur cette œuvre que se termine la période américaine de l'artiste. En 2004, il est revenu s'installer définitivement à Moscou.
À sa mort le 1er septembre 2012, Dmitri Plavinski est inhumé au cimetière Danilov à Moscou.

## Symbolisme structurel
Dmitri Plavinski définit lui-même les tendances qu'il développe dans son art comme du Symbolisme structurel. Ses gravures et ses dessins à l'encre se distinguent par une texture et une technique d'exécution extrêmement complexe. Leur polyvalence et leur métaphysique sont historiquement liées et continuent les classiques Albrecht Dürer, Goya et Rembrandt.
« Symbolisme structurel » est le nom que Plavinski donne à son système religieux, philosophique et artistique de pensée. L'image holistique du monde repose sur une séquence de symboles immergés dans des couches des temps passés, présents et futurs. Sa technique elle-même est basée sur des exécutions multicouches, des répétitions de gravures qui lui permettent de faire ressentir une sensation de profondeur.    
Plavinski est fasciné par les formes naturelles, les symboles des civilisations humaines. Les images de poissons préhistoriques, de tortues, de coquillages, de plantes abondent tout au long de sa quête artistique,.

## Œuvres
- Cathedral with a bat (Cathédrale et chauve-souris) 1972 ; huile, polyacétate de vinyle, collage sur toile, 88,7 × 58,7 cm. Galerie Tretiakov Moscou.

La présence d'un arbre sur la façade d'une cathédrale suscite un sentiment dérangeant. Pour Plavinski, il existe une connexion universelle entre toute chose dans le monde (holisme). La nature (l'arbre) et la culture (la cathédrale) font partie d'une séquence historique qu'il ne faut pas séparer. En examinant les détails de la toile, on constate que ce sont tous des symboles de vie qui sont représentés (Le Roi David jouant de la harpe, des oiseaux chantants, des animaux mythologiques, des arbres). Le cinéaste russe Andreï Tarkovski avait une compréhension du monde proche de celle de Plavinski et ce n'est pas un hasard si l'exposition récente (21 juin-22 septembre 2019) à la Galerie Tretiakov à Moscou intitulée Free Flight a placé en même temps que des séquences du film André Roublev du cinéaste des œuvres de Plavinski dans les locaux de projection.  
- Leaf in the wall of a Church (Feuille dans le mur d'une église), 1974 ; polyacétate de vinyle (Collection privée Italie).

Le critique d'art et philosophe Viktor Barashkov analyse ce tableau comme suit : les vieux murs des églises ont leur histoire. C'est la question qui vient en voyant cette peinture. Le peintre connaît bien son pays natal et il a traversé de nombreuses petites villes historiques dont les portes sont malheureusement fermées. C'est ce qu'il traduit ici. Il se souvient aussi des riches bas-reliefs de la cathédrale Saint-Dimitri à Vladimir (1194-1197) en Russie, ou encore la décoration sculptée de la cathédrale Saint-Georges à Iouriev-Polski, dans lesquels on retrouve non seulement des anges et des saints mais aussi des animaux mythologiques (lions, griffons). 
Au centre du tableau une feuille d'arbre dans laquelle apparaît une main, celle du créateur qui s'ouvre en disant : Que la lumière soit !
- The Buiding of the Gospel (La maison de l'Évangile), 1976, Musée des Beaux-Arts Pouchkine, 71,7 × 58 cm, eau-forte sur cuivre.

Cette gravure fait penser à la couverture d'un vieux manuscrit et en même temps aux iconostases que l'on trouve dans les églises russes. Les échelles forment un échafaudage. Elles constituent des passerelles entre le Ciel et la Terre et entre l'ancien et le Nouveau Testament. Au sommet, une image de la Sainte Trinité. Sous celle-ci Notre-Dame du Signe et l'Enfant Jésus. Au centre le Christ en majesté décrit comme le juge suprême de l'humanité, surmonté de Marie, de Jean le Baptiste et des archanges Gabriel, de Pierre et Paul priants pour leur salut. Au sommet de la gravure sont écrits en slavons les mots de l'Évangile : Et voici ce qu'il arriva en ces jours...

## Principales collections présentant des œuvres de Plavinski
- Galerie Tretiakov, Moscou.
- Musée russe, Saint-Pétersbourg.
- Musée des Beaux-Arts Pouchkine, Moscou.
- Musée Un autre Art (Музей «Другое искусство»), Moscou.
- (Kolodzei Art Foundation (en)), E.U.
- Musée d'art 4 Музей АРТ4, Moscou.
- Musée Ludwig,Cologne.
- Metropolitan Museum of Art, New York.
- Museum of Modern Art MOMA, New York.
- Flying in the Wake of Light[9], Londres
- Collection Igor Markine (Маркин, Игорь Николаевич)
- Musée Erarta (Музей "Эрарта"), Saint-Pétersbourg